# Журавлинка (Коростенський район)
Журавли́нка — село в Україні, у Народицькій селищній територіальній громаді Коростенського району Житомирської області. Населення становить 0 осіб (2001).

## Історія
До 27 січня 1961 року — Хвалибог, у 1924—1926 роках Володарка; хутір до 1939 року.
12 листопада 1921 р. під час Листопадового рейду через Журавлинку проходила Волинська група (командувач — Юрій Тютюнник) Армії Української Народної Республіки.
До 24 травня 2007 року село входило до складу Розсохівської сільської ради Народицького району Житомирської області.
До 6 серпня 2015 року село входило до складу Народицької селищної ради Народицького району Житомирської області.